# Museu Ashmolean
O Ashmolean Museum of Art and Archaeology é uma instituição museológica, localizada na cidade de Oxford, na Inglaterra. Este foi o segundo Museu universitário a ser fundado no mundo depois do Museu de Arte de Basileia (1661), na Suíça. Foi fundado por Elias Ashmole, no século XVII, com peças de sua coleção particular de curiosidades. Este museu esteve em construção entre 1841 e 1845, mas o seu primeiro edifício foi "feito" entre 1678 e 1683 para albergar o "Cabinets of Curiosities". Mais de 30.000 artefatos estão neste departamento do museu.
Administrado pela Universidade de Oxford, atualmente é uma das mais conceituadas instituições do mundo com foco na Arte e na Arqueologia. Outras coleções da Universidade abertas ao público são:
- a Bate Collection of Musical Instruments
- a Bodleian Library
- o Jardim Botânico
- a Christ Church Picture Gallery
- o Museum of the History of Science
- o Oxford University Museum of Natural History